# Thomas Gascoyne
Thomas Jepson Gascoyne connu aussi comme Thomas Jefferson Gascoyne, T. Jeb Gascoyne  ou Mills, né le 17 août 1876 à Whittington, Chesterfield et mort le 4 octobre 1917,, est un coureur cycliste professionnel anglais.
Il détenait les records du monde sur 25 miles et sur le quart de mile, départ lancé. Il détenait le record anglais des deux miles en tandem et sur un mile sans entraineur en 2 minutes et 5 secondes.

## Vie privée
Thomas Jepson Gascoyne est le fils de Richard et Susan Gascoyne. Il se marie avec Linda en 1899 et ont un fils. Au début des années 1900, il émigre en Australie et, en 1907, vit à Newcastle, en Nouvelle-Galles du Sud, époque à laquelle les rapports indiquent qu'il « travaille à divers emplois et dans divers endroits depuis plusieurs années ». Au début de la Première Guerre mondiale, il réside au 30, Adeline St., South Preston, Victoria, une banlieue de Melbourne, lorsqu'il s'est enrôlé dans le 21st Australian Infantry Battalion (en).

## Carrière cycliste

### En Angleterre et en Europe
Gascoyne commence sa carrière cycliste en 1893. En 1896, il établit le record du monde des 25 miles en 57 minutes 18,4 secondes. C'est sa première tentative sur une distance supérieure à 10 miles sur une piste en cendres et il bat facilement le précèdent record de 59 minutes 1,6 secondes établi par Schaeffer. Entrainé par une triplette, il l'aurait dépassé car elle n'était pas assez rapide.
En 1897, il est demi-finaliste du championnat du monde de vitesse à Glasgow,. Il fait ses débuts à Paris en septembre au vélodrome de la Seine à Levallois,.
En 1900, il participe au Grand Prix de Paris et finit deuxième du Grand Prix de l'UVF,, mais il est disqualifié pour entente illicite avec le vainqueur. Il gagne le Prix du Roi à Bruxelles.
En janvier 1901, il remporte un match contre Sidney Jenkins à Cardiff, gagnant les 3 manches : mile, 1/4 mile en ligne et 1/4 de mile en poursuite. En avril, il court et gagne à Roubaix, il participe au Grand Prix de Turin et au Grand Prix de Nantes. La même année, en partenariat avec Sidney Jenkins, il établit le record anglais de deux miles sur un tandem et, sur la piste de Crystal Palace, il réalise un mile sans entraineur en 2 minutes 5 secondes,.

### En Amérique
La réputation internationale de Gascoyne est telle que son arrivée à New York à bord du SS Kaiserin Maria Theresia, accompagnée de son partenaire de tandem Sydney Jenkins, est considérée comme digne d'intérêt par le New York Times du 5 juin 1901 qui continue à le décrire comme « Thomas Jefferson Gascoyne » pour la promotion d'événements cyclistes. Le 1er juillet, il rencontre Frank Kramer sur la piste de Manhattan Beach,; plus tard, il participe aux courses en tandem au Madison Square Garden avec son partenaire Sydney Jenkins,. Le New York Times rapporte en juillet 1901 que : « [...] [il] court depuis 1893. Sans entraineur, Gascoyne possède une vitesse supérieure à la normale et a l'honneur exceptionnel de n'avoir jamais été battu dans une course poursuite ». Sur la piste cyclable de Boston, le 20 juillet 1901, il bat Major Taylor à deux reprises. Le lendemain, sur la piste de Vailsburg à Newark, il bat John Bedell dans le handicap d'un demi-mile pour les professionnels. Il dispute immédiatement après une course poursuite, sans temps de récupération, contre William Fenn. Il est rejoint après 3 miles, sa première défaite dans une poursuite,.
Thomas Gascoyne et Sidney Jenkins retournent en Europe le 5 septembre à bord du transatlantique La Champagne,; Ils arrivent à le 13 septembre à Paris pour courir le Grand Prix de Paris, où il est battu en demi-finale par l'allemand Willy Arend,,.

### En Australie
En janvier 1902, il arrive à Buenos Aires; il court entre autres au vélodrome Palermo. Il rentre en France en mai,. Il court le Grand Prix de Paris 1902,.
Gascoyne abandonne discrètement les courses européennes et émigre en Australie avec son collègue H. Brown, un spécialiste du handicap. Ils trouvent des emplois manuels mal payés qu'ils conservent pendant plusieurs années, lorsqu'ils arrivent à Newcastle, ils commencent à participer à des courses cyclistes sous les pseudonymes de Thomas Mills et Brown Atkinson ou encore Watson et Williams selon Bob Spear. Malgré un manque initial de forme physique, la vitesse naturelle de Gascoyne le place rapidement au rang de « placé» dans les courses à handicap en nocturne. On les voit apparaître dans le « Sydney Thousand » et dans l'« Austral Wheel Race (en) », qui sont les deux courses les plus importantes en Australie. Ils finissent non placés, mais ils ont fait un travail terrible en faveur des gagnants. On les remarque aussi bien à Melbourne qu'à Brisbane, à Adelaïde qu'à Sydney. Ils courent même en Tasmanie, où Alfred Grenda, originaire de l'état, les fait engager. Finalement, les rumeurs se répandent et les deux coureurs doivent révéler leur véritable identité, mais heureusement, le public australien ne considère pas leurs actions comme malhonnêtes. Ils se retirent de la compétition pour se concentrer sur des carrières manuelles. Chauffeur, la capacité pulmonaire de Gascoyne se détériore et il perd plusieurs courses en début de saison, puis Gascoyne abandonne le métier de chauffeur et recommence à s'entraîner. Il devient particulièrement populaire à Sydney, où il remporte la course scratch sur cinq miles de 1907, et ce fait un nom en tête des courses.
En 1909, Gascoyne débute avec un handicap de 3 minutes dans la Melbourne to Warrnambool Classic, la plus ancienne course sur route d'Australie, qui sert de championnats d'Australie de cyclisme sur route. Il réalise le 3e temps le plus rapide derrière Iddo Munro et Albert Pianta. En 1911, il participe également à la Melbourne-Warnambool, mais il ne réalise qu'un très modeste 71e temps.
En décembre 1911, il termine 11e avec son partenaire Alan Lloyd (E. Lloyd) dans la course de Six Jours de Sydney. Le Sydney Morning Herald rapporte, le 10 janvier 1912 que Gascoyne a eu beaucoup de malchance de « perdre son compagnon ».
En décembre 1912, il décline une invitation à participer aux Six Jours de Sydney avec son ancien partenaire Sidney Jenkins, car il « [...] ne peut pas quitter Melbourne sans perdre une bonne position, ce à quoi il n'est pas disposé ».

## Décès
Au début de la Première Guerre mondiale, Gascoyne s'engage dans l'armée australienne et est affecté en Flandre Occidentale. Il meurt lors de la bataille de Broodseinde (en), le 4 octobre 1917, à l'âge de 41 ans. Son corps ne fut pas retrouvé et repose vraisemblablement là où il est tombé. Sa mémoire est conservée au Mémorial des disparus de la Porte de Menin à Ypres .